# Metallactus octoguttatus
Metallactus octoguttatus is een keversoort uit de familie bladkevers (Chrysomelidae). De wetenschappelijke naam van de soort werd in 1866 gepubliceerd door Hermann Burmeister als Griburius octoguttatus